# Рамбруш
Рамбруш (люкс. Rammerich, фр. Rambrouch) — коммуна в Люксембурге, располагается в округе Дикирх. Коммуна Рамбруш является частью кантона Реданж. В коммуне находится одноимённый населённый пункт.
Население составляет 3769 человек (на 2008 год), в коммуне располагаются 1419 домашних хозяйств. Занимает площадь 79,09 км² (по занимаемой площади 2 место из 116 коммун). Наивысшая точка коммуны над уровнем моря составляет 554 м. (2 место из 116 коммун), наименьшая 311 м. (107 место из 116 коммун).

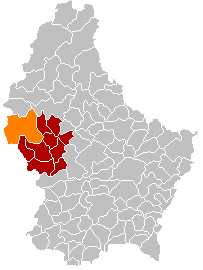
Оранжевый цвет - коммуна Рамбруш, красный - кантон Реданж.